# Diocesi di Bururi
La diocesi di Bururi (in latino Dioecesis Bururiensis) è una sede della Chiesa cattolica in Burundi suffraganea dell'arcidiocesi di Bujumbura. Nel 2022 contava 686.966 battezzati su 1.645.058 abitanti. È retta dal vescovo Salvator Niciteretse.

## Territorio
La diocesi comprende le province di Bururi e Makamba in Burundi.
Sede vescovile è la città di Bururi, dove si trova la cattedrale di Cristo Re.
Il territorio si estende su 5.983 km² ed è suddiviso in 29 parrocchie.

## Storia
La diocesi è stata eretta il 6 giugno 1961 con la bolla Candida Christi di papa Giovanni XXIII, ricavandone il territorio dall'arcidiocesi di Gitega.
Il 13 aprile 1973 ha ceduto una porzione del suo territorio a vantaggio dell'erezione della diocesi di Ruyigi.
Originariamente suffraganea dell'arcidiocesi di Gitega, il 25 novembre 2006 è divenuta suffraganea dell'arcidiocesi di Bujumbura.
Il 17 gennaio 2009 ha ceduto un'altra porzione di territorio a vantaggio dell'erezione della diocesi di Rutana.

## Cronotassi dei vescovi
Si omettono i periodi di sede vacante non superiori ai 2 anni o non storicamente accertati.
- Joseph Martin, M.Afr. † (6 giugno 1961 - 17 settembre 1973 dimesso)
- Bernard Bududira † (17 settembre 1973 - 19 novembre 2005 deceduto)
- Venant Bacinoni † (25 giugno 2007 - 15 febbraio 2020 ritirato)
- Salvator Niciteretse, dal 15 febbraio 2020

## Statistiche
La diocesi nel 2022 su una popolazione di 1.645.058 persone contava 686.966 battezzati, corrispondenti al 41,8% del totale.
| anno | popolazione | popolazione | popolazione | presbiteri | presbiteri | presbiteri | presbiteri                | diaconi | religiosi | religiosi | parrocchie |
| anno | battezzati  | totale      | %           | numero     | secolari   | regolari   | battezzati per presbitero | diaconi | uomini    | donne     | parrocchie |
| ---- | ----------- | ----------- | ----------- | ---------- | ---------- | ---------- | ------------------------- | ------- | --------- | --------- | ---------- |
| 1969 | 136.206     | 461.690     | 29,5        | 49         | 7          | 42         | 2.779                     |         | 46        | 49        | 12         |
| 1980 | 154.200     | 427.700     | 36,1        | 29         | 7          | 22         | 5.317                     |         | 25        | 53        | 13         |
| 1990 | 215.447     | 656.056     | 32,8        | 23         | 22         | 1          | 9.367                     |         | 4         | 60        | 13         |
| 1998 | 309.024     | 782.377     | 39,5        | 35         | 33         | 2          | 8.829                     |         | 9         | 74        | 32         |
| 2001 | 309.024     | 782.377     | 39,5        | 36         | 34         | 2          | 8.584                     |         | 9         | 74        | 32         |
| 2002 | 370.841     | 900.016     | 41,2        | 68         | 68         |            | 5.453                     |         | 5         | 77        | 18         |
| 2003 | 397.903     | 916.608     | 43,4        | 53         | 53         |            | 7.507                     |         | 5         | 67        | 18         |
| 2004 | 412.526     | 969.157     | 42,6        | 59         | 59         |            | 6.991                     |         | 5         | 88        | 18         |
| 2006 | 413.960     | 966.391     | 42,8        | 76         | 76         |            | 5.446                     |         | 5         | 98        | 20         |
| 2012 | 467.000     | 1.256.000   | 37,2        | 71         | 70         | 1          | 6.577                     |         | 6         | 93        | 18         |
| 2015 | 538.613     | 1.333.000   | 40,4        | 82         | 80         | 2          | 6.568                     |         | 9         | 106       | 20         |
| 2018 | 658.400     | 1.462.660   | 45,0        | 105        | 105        |            | 6.270                     |         | 8         | 129       | 23         |
| 2020 | 675.610     | 1.524.060   | 44,3        | 122        | 121        | 1          | 5.537                     |         | 17        | 112       | 25         |
| 2022 | 686.966     | 1.645.058   | 41,8        | 126        | 126        |            | 5.452                     |         | 30        | 175       | 29         |